# 青猫の街
『青猫の街』（あおねこのまち）は、涼元悠一による小説。第10回日本ファンタジーノベル大賞優秀賞受賞作。題名は萩原朔太郎の「青猫」から採られている。
黎明期のインターネットを題材とした小説。コンピューター、インターネットの慣習を踏襲し、本文が横書きで書かれていることが特徴。

## 主要登場人物
- 神野俊幸 - 主人公。システムエンジニア。突然消えたAの行方を追う。
- A - 主人公の親友。アパートにPC9801VMだけを残し忽然と消える。
- 佐伯敬次郎 - 探偵。通称センセイ。

## ストーリー
1996年10月。主人公である神野俊幸は、一台のパソコンを残して突然行方不明になった友人Aを探偵、佐伯敬次郎 とともに捜索中、「青猫」とよばれる存在にたどり着く。
彼はインターネットを駆使し、「青猫」に迫ろうとするが…。